# Eleições parlamentares europeias de 1999 (Luxemburgo)
As eleições parlamentares europeias de 1999 no Luxemburgo foram realizadas a 13 de junho para eleger os 6 assentos do país para o Parlamento Europeu.

## Resultados Nacionais
| Partido                 | Partido                                      | Votos     | %               | +/-  | Deputados | +/-     |
| ----------------------- | -------------------------------------------- | --------- | --------------- | ---- | --------- | ------- |
|                         | Partido Popular Social Cristão               | 321 021   | 31,67 / 100,00  | 0,17 | 2 / 6     | Estável |
|                         | Partido Operário Socialista                  | 239 048   | 23,58 / 100,00  | 1,32 | 2 / 6     | Estável |
|                         | Partido Democrata                            | 207 379   | 20,46 / 100,00  | 1,63 | 1 / 6     | Estável |
|                         | Os Verdes                                    | 108 514   | 10,70 / 100,00  | 0,23 | 1 / 6     | Estável |
|                         | Comité pela Democracia e Justiça das Pensões | 91 118    | 8,99 / 100,00   | 2,05 | 0 / 6     | Estável |
|                         | A Esquerda                                   | 28 130    | 2,77 / 100,00   | Novo | 0 / 6     | Novo    |
|                         | Aliança Verde e Liberal                      | 18 573    | 1,83 / 100,00   | Novo | 0 / 6     | Novo    |
| Votos Inválidos         | Votos Inválidos                              | 17 546    | 8,67 / 100,00   |      |           |         |
| Votos expressos         | Votos expressos                              | 1 013 783 |                 |      |           |         |
| Total                   | Total                                        | 202 384   | 100,00 / 100,00 |      | 6 / 6     |         |
| Eleitorado/Participação | Eleitorado/Participação                      | 233 602   | 86,64 / 100,00  | 1,91 |           |         |